# Nuño González de Lara (m. 1291)

Escudo de armas de la Casa de Lara.

Nuño González de Lara y León (m. Lisboa, 1291). Noble castellano, señor de Estella y ricohombre de Castilla, fue hijo de Nuño González de Lara "el Bueno", señor de la Casa de Lara y de Teresa Alfonso de León, hija ilegítima del rey Alfonso IX de León y de su amante Aldonza Martínez de Silva.

## Biografía
Se desconoce su fecha de nacimiento. Heredó de sus padres numerosas posesiones en el reino de Castilla y en Andalucía. El 25 de julio de 1266 confirmó el documento por el que los diviseros de Caleruega se comprometieron a respetar las donaciones que ellos y sus padres habían hecho al rey Alfonso X de Castilla para que el monarca las entregase al monasterio de Caleruega, y a conseguir que los otros ricoshombres que tenían divisas en dicho lugar las donaran a dicho cenobio.               
En 1266 Nuño González de Lara acompañó al rey Alfonso el Sabio durante su estancia en Murcia y hallándose allí mantuvo conversaciones con Muhammad ibn Nasr, rey de Granada, a quien comunicó los agravios que él, su padre y su hermano habían recibido de Alfonso X. El monarca granadino se comprometió a ayudarle y le entregó dinero y joyas.
A comienzos de 1272, un grupo de magnates, entre los que se hallaban su padre, Nuño González de Lara "el Bueno",  Esteban Fernández de Castro, Simón Ruiz de los Cameros, señor de los Cameros, y Lope Díaz III de Haro, señor de Vizcaya, se reunió en el municipio vallisoletano de Lerma con el propósito de comprometerse a luchar contra Alfonso X si no accedía a las reclamaciones de los allí reunidos, quienes acordaron que el infante Felipe de Castilla, hermano del rey Alfonso, presente en la reunión y portavoz de los conspiradores, debería entrevistarse con el rey de Navarra a fin de conseguir que el monarca les concediese asilo en su reino, en caso de que se viesen obligados a abandonar el reino de Castilla y León. El infante Felipe, viudo de sus dos primeras esposas, se hallaba casado con Leonor Rodríguez de Castro, sobrina de Nuño González de Lara "el Bueno", pues era hija de su hermana Leonor. Tras la reunión, Nuño reforzó las guarniciones de sus castillos y los puso en estado de alerta y, durante la revuelta nobiliaria de 1272-1273, protagonizada por su padre y por el infante Felipe de Castilla, se mantuvo al lado de su padre y, posteriormente, le acompañó durante su estancia en el reino de Granada. Estuvo presente en las cortes de Toledo de 1275, en las que el monarca, deseando trasladarse al Imperio para proseguir el Fecho del Imperio, intentó resolver las dudas concernientes al gobierno del reino durante su ausencia.

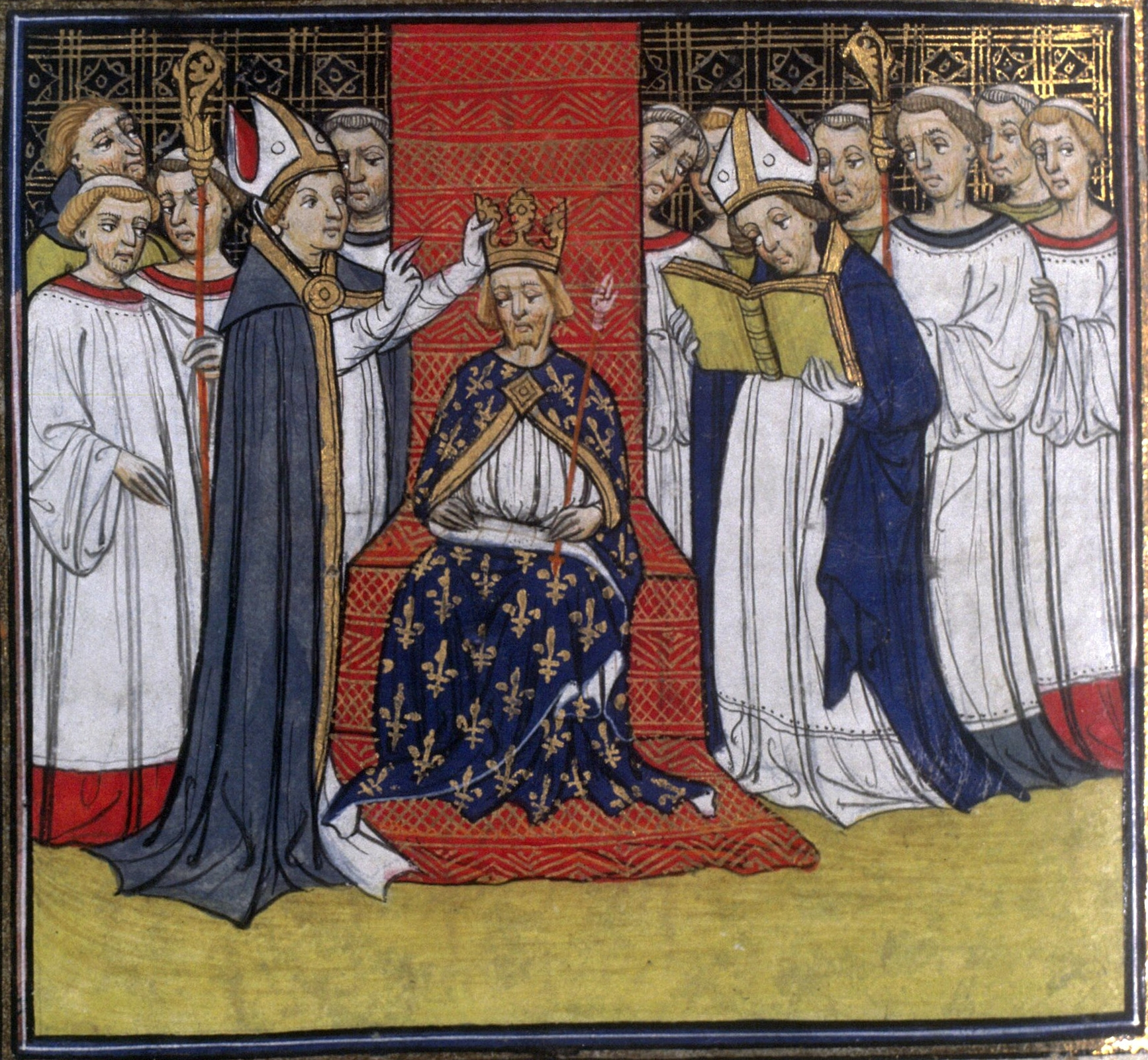
Miniatura medieval que representa la coronación del rey Felipe III de Francia.

En 1276, después de haber abandonado el reino de Castilla y León, prestó homenaje al rey Felipe III de Francia junto con su hermano, Juan Núñez I de Lara, quien se convirtió en el principal defensor en el país galo de los derechos sucesorios de los infantes de la Cerda. En 1281 fue uno de los ricoshombres convocados por el infante Sancho IV de Castilla, enemistado con su padre, Alfonso X , quien había desterrado a Nuño González de Lara. Posteriormente se trasladó al reino de Navarra, debido a su apoyo a los infantes de la Cerda, y pasó a servir al rey Felipe III de Francia, que le recibió en su reino y le entregó la ciudad de Estella.
El 15 de enero de 1286 redactó su testamento, en el que disponía que se pagasen sus deudas y se vendiesen sus bienes muebles, y que el producto de su venta debería ser entregado para limosna, mientras que el resto de sus heredades debería ser para sus hijos o sus nietos, aunque la propiedad debería conservarla mientras viviera su esposa, Juana Gómez Girón. Al mismo tiempo, expresó en su testamento su voluntad de que a su muerte, su cadáver, revestido con el hábito de Santo Domingo, recibiese sepultura en el convento de San Pablo de Palencia, a los pies de la tumba de su madre, y que sobre su sepultura no fuese colocado ningún escudo, pendón o enseña de sus armas. Donaba en su testamento cien libras tornesas al convento de San Pablo de Palencia, y otras tantas al convento de frailes menores de Estella, en el que disponía que debían recibir sepultura la mitad de su corazón y su brazo derecho, y rogaba que el acto de dar sepultura a sus restos fuera realizado por mendigos. Donó a cada uno de los capítulos generales de las órdenes de Santo Domingo y de San Francisco cincuenta libras tornesas, y dispuso la entrega de otras cantidades para los hombres a su servicio, y para que a su muerte fueran vestidos mil pobres, mitad hombres y mitad mujeres. Nombró a su esposa albacea testamentaria junto al prior de los frailes predicadores de Estella.
Dejó de aparecer en los documentos castellanos de la época hasta el año 1288, en que confirmó varios privilegios junto al rey Sancho IV, quien en 1284, a la muerte de su padre, se había convertido en rey de Castilla y León. No obstante, Nuño se trasladó poco después de su regreso al reino de Portugal, donde comenzó a servir a Dionisio I de Portugal, de quien se convirtió en vasallo, y donde falleció en 1291 Lisboa.

## Nupcias
Contrajo matrimonio con Juana Gómez Girón, hija única del ricohombre Gómez González Girón y de su esposa Aldara Añez de Sossa. Ambos fallecieron sin dejar descendencia.